# Агнесса Датская
Агнесса Датская (дат. Agnes af Danmark; 1249 ― после 1290) ― младшая дочь короля Дании Эрика IV и его супруги королевы Ютты Саксонской. Официальная основательница и первая приоресса монастыря Святой Агнессы в Роскильде. 

## Биография
Агнесса потеряла отца, когда ей исполнился год. Мать после этого отправилась в Германию, где повторно вышла замуж. Агнесса и её сестры Ингеборг, София и Ютта остались воспитываться при дворе своего дяди по отцу, который стал королём Дании. Четыре сестры имели право на долю больших имений своего отца, но не могли пойти против своего дяди, который сверг их отца с престола. 

### Монашеская жизнь
Её сестры Ингеборг и София вышли замуж, соответственно, за королей Норвегии и Швеции и покинули Данию. Однако Агнессу и Ютту ждала другая судьба: в 1264 году в Роскильде был основан монастырь, а Агнесса была объявлена его основательницей. Для этого от её имени была отправлена соответствующая петиция к папе римскому, где она выражала желание посвятить себя и своё наследство монастырю. Регент Дании Маргарита Померанская поклялась, что Агнесса предприняла этот шаг по собственной воле, прежде чем петиция получила одобрение. На самом деле Маргарита опасалась, что если Агнес и её сестра Ютта также выйдут замуж за иностранных принцев и покинут Данию, им нужно будет выделить большое приданое в виде унаследованных ими от отца поместий в Дании. 
После основания монастыря Маргарита утвердила Агнессу на посту приорессы. В 1266 году на этом посту её сменила Ютта. 

### Поздние годы
Обе сестры тяготились монашеской жизнью и покинули монастырь в 1270 году. Агнесса, по всей видимости, сумела получить некоторую часть своего наследства.  Она провела остаток своей жизни, управляя имениями в Зеландии: об этом до нас дошло несколько документов. Год её смерти неизвестен, но точно известно, что в 1290 году она была ещё жива. Возможно, она вышла замуж за своего кузена Эрика Лонгбона, правителя Лангеланна. 
Королевский дом и аббатство Святой Агнесы вели споры из-за наследства Агнессы вплоть до начала Реформации. 